# Lycée franco-allemand de Buc

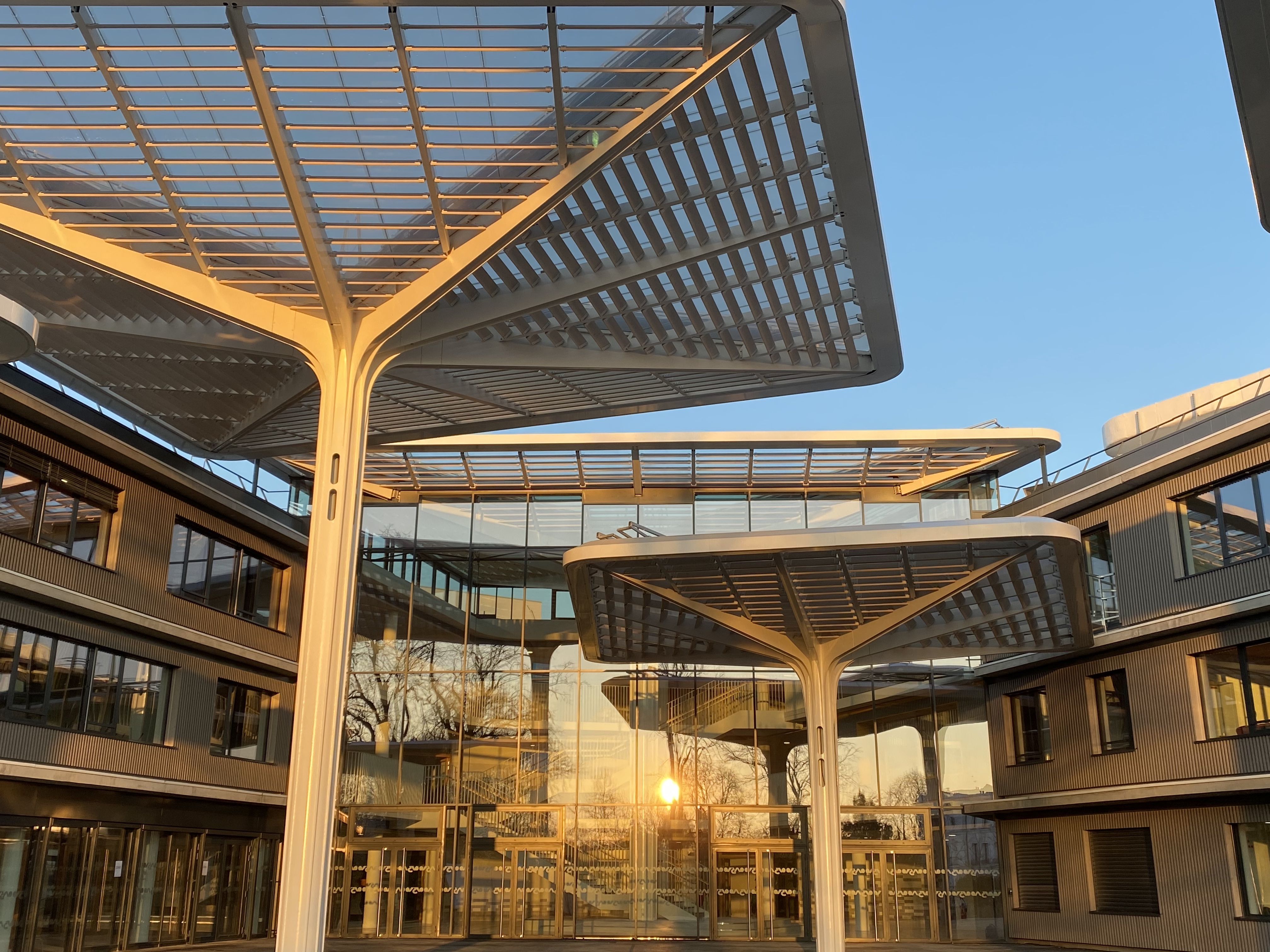
Le LFA de Buc et ses nouveaux bâtiments.

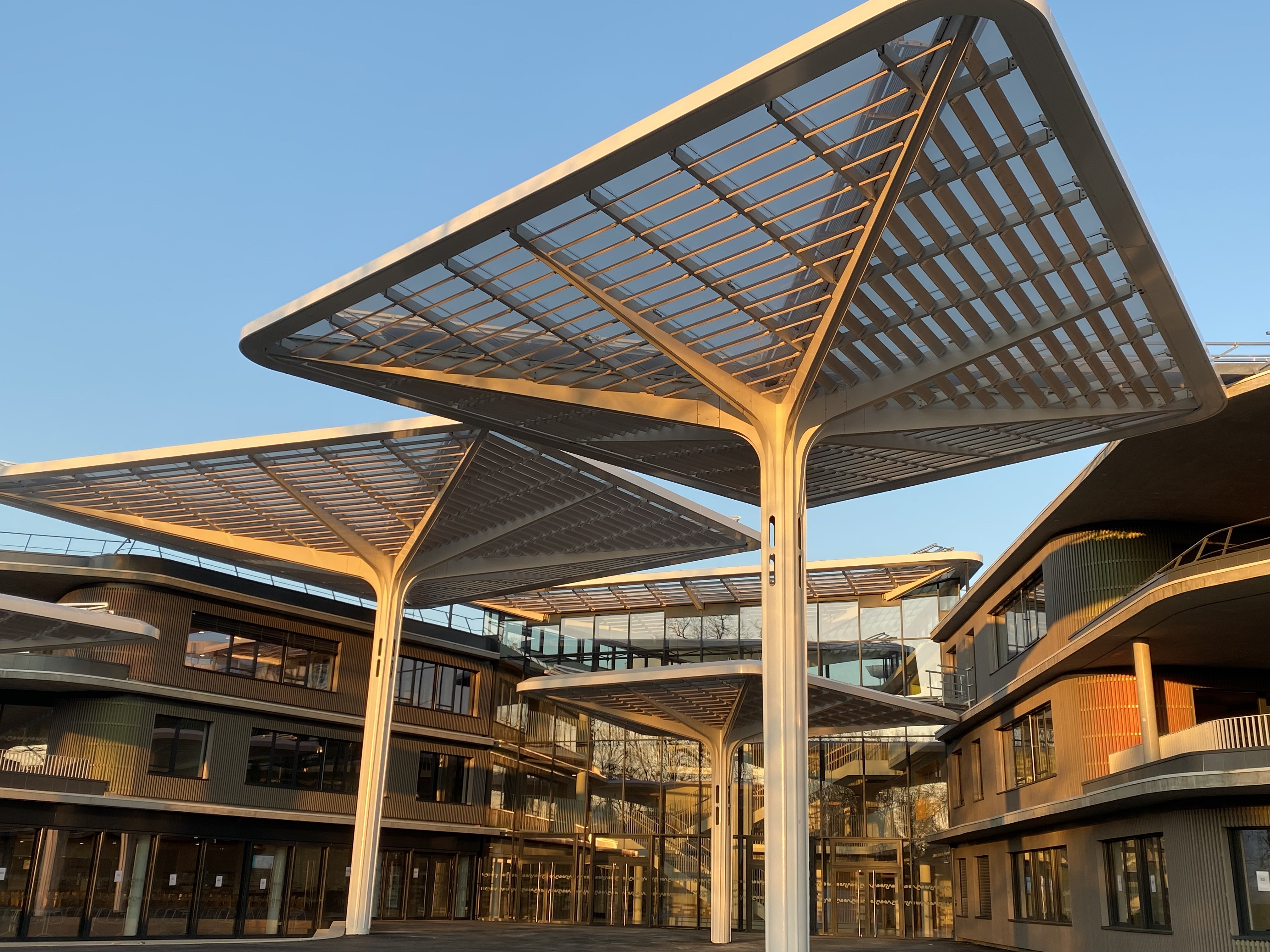
Lycée franco-allemand de Buc.

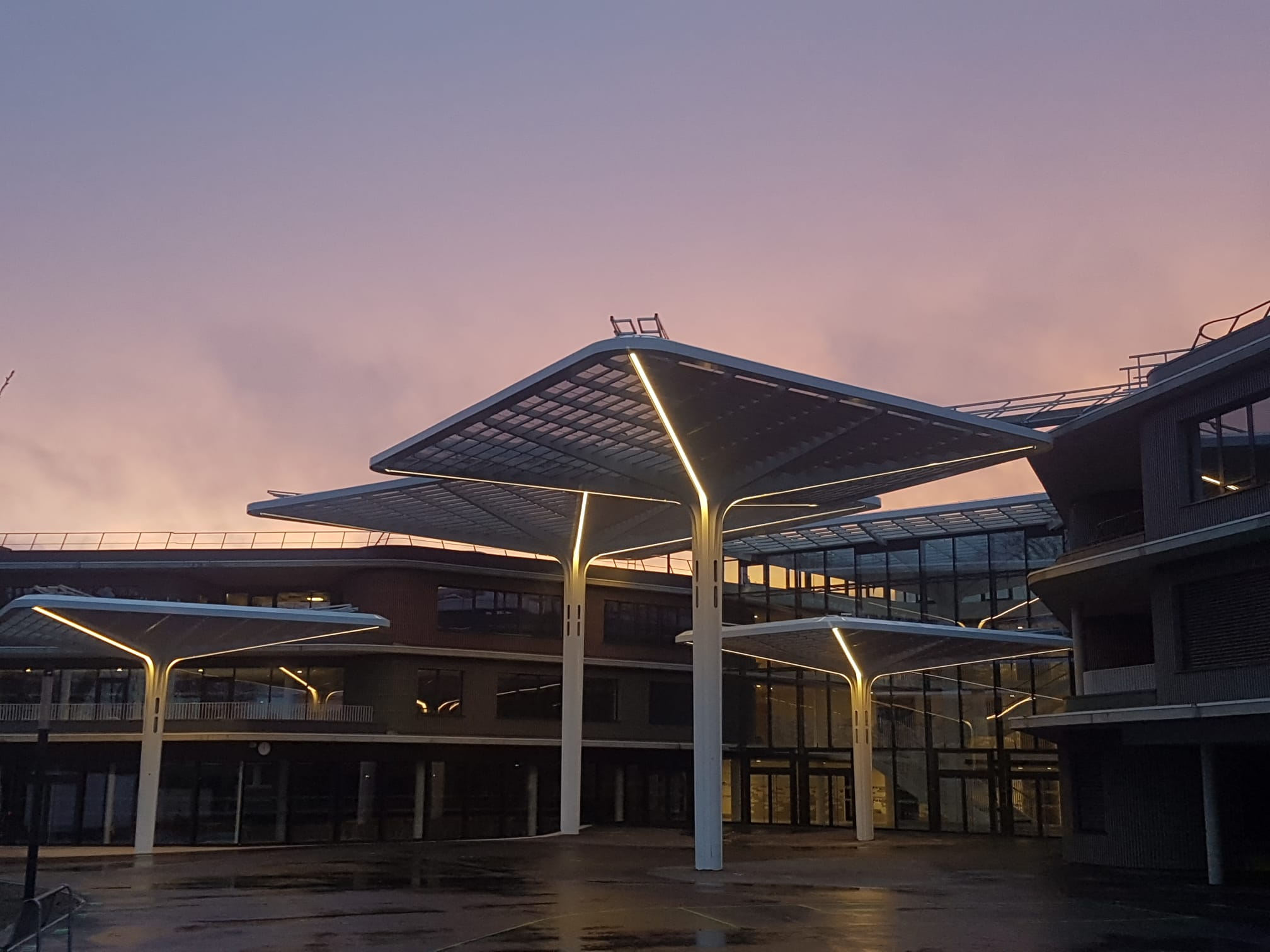
Le nouveau LFA.

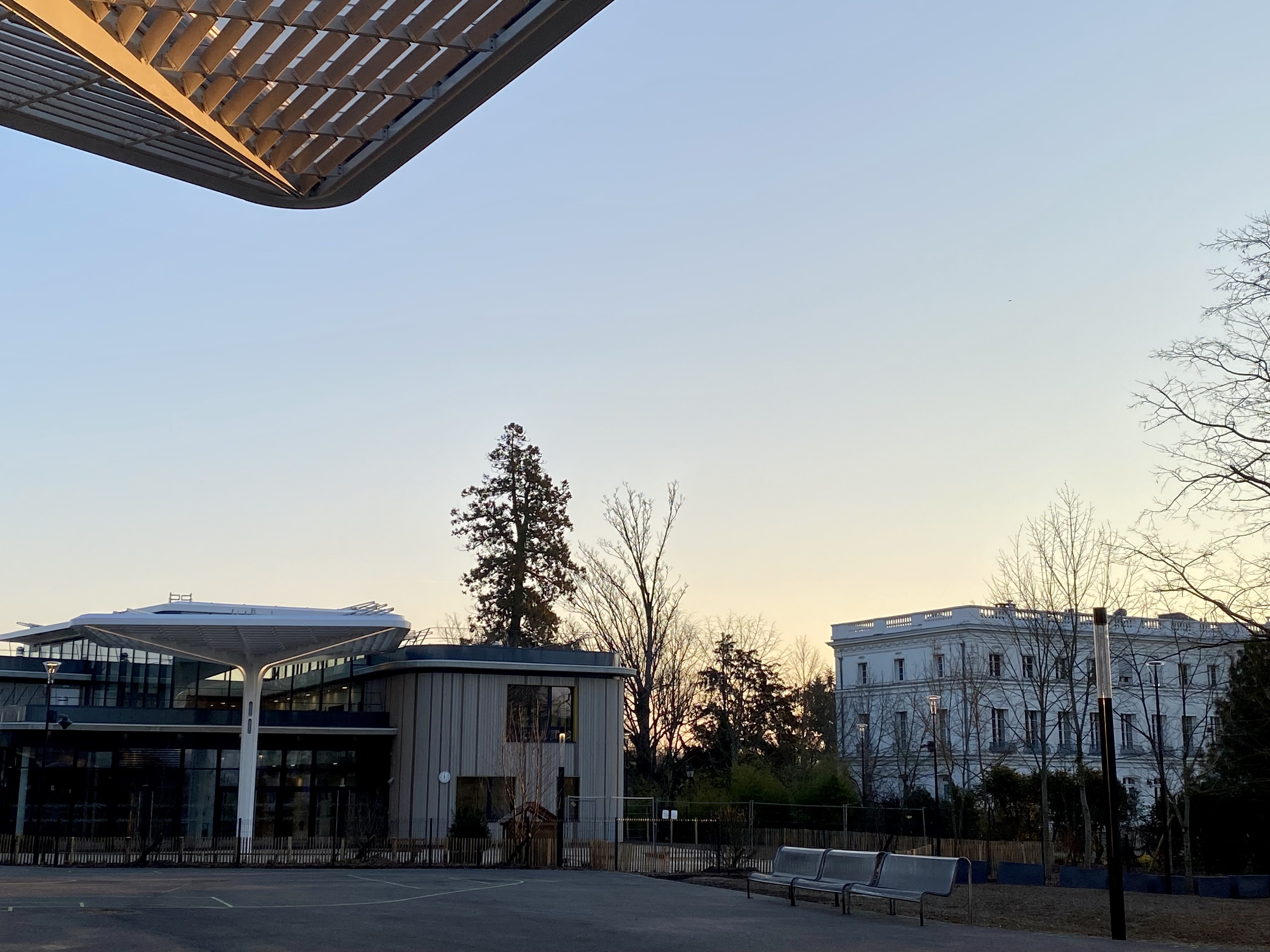
L'école primaire et le château.

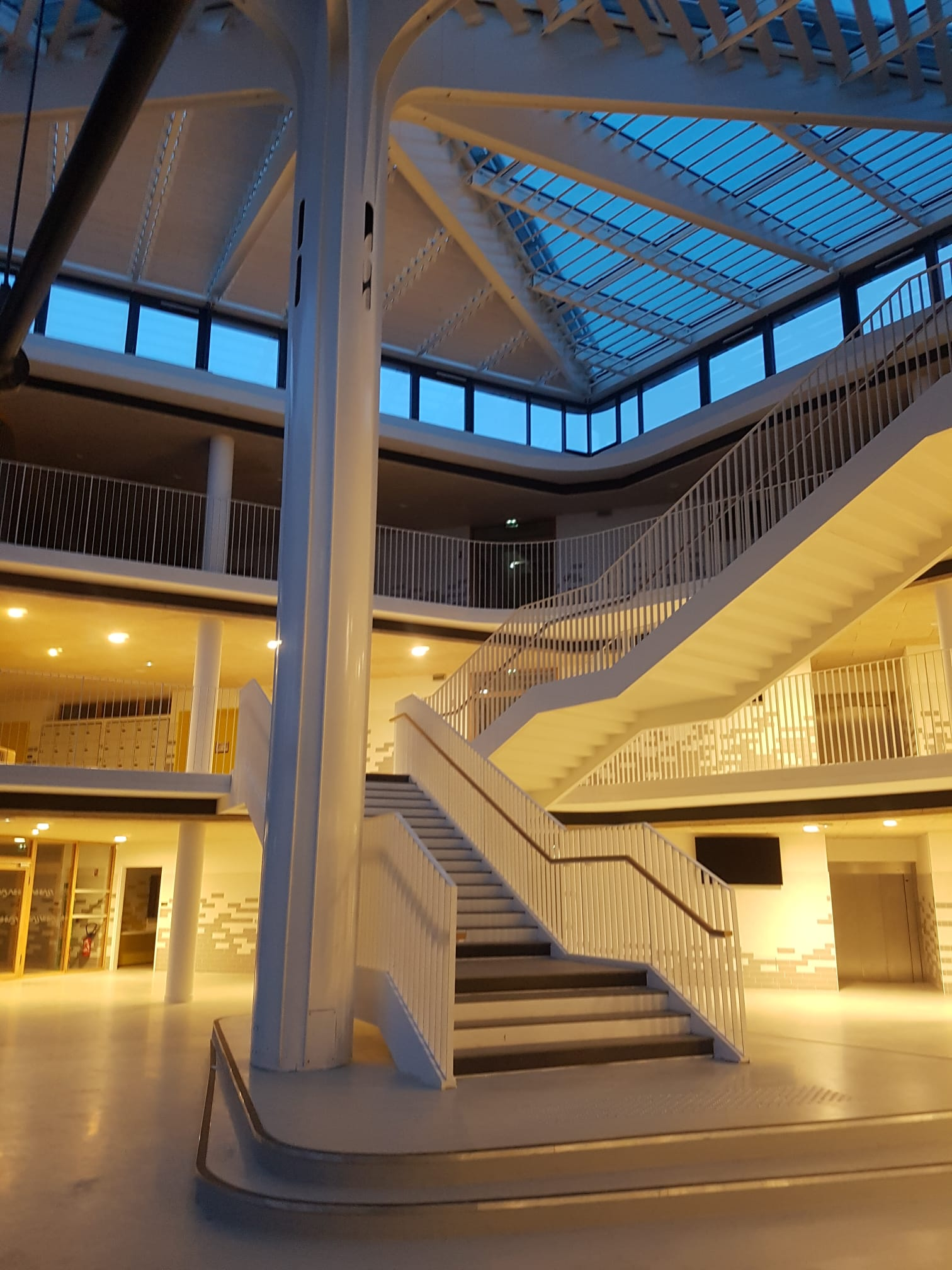
L'atrium du nouveau LFA.

Le lycée franco-allemand de Buc est un lycée binational d’enseignement public implanté sur la commune de Buc, dans le département des Yvelines en France. Le lycée, composé d'une section française et d’une section allemande, est placé sous la double tutelle des États français et allemand. Le programme et le baccalauréat franco-allemand diffèrent du programme et du baccalauréat français. Le lycée héberge par ailleurs une section internationale anglophone (SIA) qui vient du MLK.

## Introduction
Cet établissement est l’un des cinq de ce type (deutsch-französisches Gymnasium (DFG) en allemand) :
- le lycée franco-allemand de Strasbourg (ouvert en 2021 dans les locaux du collège Vauban) ;
- le lycée franco-allemand de Hambourg (ouvert en 2020 par transformation des classes secondaires du lycée Antoine-de-Saint-Exupéry) ;
- le lycée franco-allemand de Fribourg-en-Brisgau (en) (ouvert en 1972) ;
- le lycée franco-allemand de Sarrebruck (ouvert en 1961).

Ils délivrent le baccalauréat franco-allemand (deutsch-französisches Abitur), diplôme reconnu en France et en Allemagne. Au lycée franco-allemand de Buc, les séries pouvant être présentées au baccalauréat franco-allemand et choisies dès la seconde sont les suivantes :
- SMP : série scientifique, options maths et physique ;
- SBC : série scientifique, options biologie et chimie ;
- ES : série économique et sociale ;
- L : série littéraire.

La section internationale anglophone débouche sur le BFI (baccalauréat français international). La SIA appartient ainsi au « système national » français et non au « système franco-allemand ».
Le lycée franco-allemand de Buc date de 1975. Il a été fondé en application du traité de l'Élysée de janvier 1963.
Il s'agit d'une cité scolaire qui accueille des élèves du CP à la terminale.
Le lycée franco-allemand a d’abord fonctionné au sein du lycée Hoche de Versailles, puis a étrenné ses propres locaux à Buc à l’automne 1981. Ces nouveaux locaux ont été construits sur une partie du parc du château du Haut-Buc.

## Rénovation (2019-2021)
Le LFA de Buc a entamé des rénovations en 2019. Les rénovations ont eu pour but d'agrandir ses locaux et d'accueillir ses élèves dans de meilleures conditions, les anciens bâtiments étant jugés trop vétustes. Les nouveaux bâtiments accueillent les élèves depuis mars 2022.
La réalisation architecturale est binationale : Behnisch Architekten Stuttgart et Atelier 2A Versailles.
Cette opération a coûté 56 millions d'euros TTC dont 44% ont été financés par le département des Yvelines et 56 % par la région Île-de-France.

## Géographie et transports
Le Lycée franco-allemand (« LFA ») est fréquenté par des élèves résidant dans les Yvelines, dans l’Essonne, dans les Hauts-de-Seine, à Paris ou dans d'autres départements limitrophes. De nombreuses lignes de bus scolaires desservent le lycée. L’école se trouve à l’arrêt « M.L.K. Lycée F.A» des lignes 6161 et 6162 du réseau de bus Vélizy Vallées reliant la gare RER B de Saint-Rémy-lès-Chevreuse à la gare RER C de Versailles-Rive-Gauche, via Versailles-Chantiers. De là, les élèves ont accès à une grande partie de l’Île-de-France.
Le Lycée franco-allemand se situe dans la partie haute de Buc. Il est implanté rue Collin-Mamet.

## Organisation
Le lycée franco-allemand de Buc est dirigé par une proviseure française, cheffe d'établissement, un proviseur allemand, un proviseur adjoint français et un directeur d'école allemand.
On peut y entrer à partir de l’âge de six ans, dans la section d’école primaire, école franco-allemande (EFA), puis à partir du CM2, de la 6ème ou de la 2nde. Le cycle d'études s'y termine avec l’obtention du baccalauréat franco-allemand.
Pour entrer dans ce lycée, il faut passer un entretien (CP) ou un examen (CM2, 6e, 2de).

### CM2 et collège

#### Présentation générale
Dans la partie collège, se trouvent trois classes par niveaux :
- la classe A pour les élèves français entrés en CM2 ;
- la classe B pour ceux entrés en 6e ;
- la classe D (allemand-français) pour les élèves bilingues allemands-français;
- En 3ème, les élèves des classes A et B sont mélangés.
- Bientôt la classe C pour les élèves de primaire français.

#### Diplôme national du brevet, option franco-allemande
À la fin de la scolarité « collège », les élèves passent le diplôme national du brevet (DNB) avec l’option franco-allemande. Il est composé d’une partie « contrôle continu » où les notes obtenues en 3e comptent dans toutes les matières  et d’une partie « examen final ».
Cette dernière partie est composée de plusieurs épreuves réparties sur deux jours : l'épreuve orale, le français, les mathématiques, l’histoire-géographie-éducation civique, la géographie (épreuve orale), et l’allemand (épreuve orale), qui ne figure pas dans le diplôme national du brevet standard (sans option franco-allemande).
Les épreuves de français et de mathématiques sont les mêmes que dans le « système national ». Par contre, celle d’histoire-géographie-éducation civique est différente : les sujets d’histoire et d’éducation civique sont rédigés en français mais abordent des thèmes franco-allemands et celui de géographie est en allemand, ces matières étant respectivement enseignées dans ces langues.
L’obtention du brevet franco-allemand et le passage en 2de terminent la phase collège. Le taux de réussite au brevet franco-allemand est de 100 % chaque année.

### Lycée
À la fin de la 3e, les élèves doivent choisir une section car les classes de 2de sont différenciées. Les options possibles sont :
- SMP (section scientifique - spécialités maths physique) ;
- SBC (section scientifique - spécialités biologie chimie) ;
- ES (section Économique et Sociale) ;
- L (section littéraire) ;
- SIA (section internationale anglophone)

À noter que la SIA (section internationale anglophone) débute à partir de la seconde et s’adresse aux élèves anglophones et à des élèves extérieurs bilingues français-anglais.

## Quelques chiffres

### Classement du lycée
Le Lycée franco-allemand figure depuis plusieurs années en haut des classements des meilleurs lycées de France, avec 100% de réussite au bac depuis plusieurs années. Depuis 2019, il est classé 1er lycée de France par L'Express, et par Le Figaro Étudiant.

## Élèves et professeurs célèbres
- Fleur Pellerin, ex-ministre de la Culture
- Wendelin Werner, lauréat de la médaille Fields en 2006
- Fabrice Humbert, écrivain français
- Antoine Villoutreix, auteur, compositeur, interprète
- Paul Duan, entrepreneur social
- Fiodor Rilov, avocat en droit social
- Cécile Roussat, comédienne et metteur en scène

## Ouvrages
- Mauricio Garay, Mathématique Autrement : Algèbre, avril 2018 (présentation en ligne, lire en ligne [PDF]).
- L'Origine de la violence, Passage, 2009, 352 p.  (ISBN 978-2-84742-129-3).